# 18. lipnja
18. lipnja (18. 6.) 169. je dan godine po gregorijanskom kalendaru (170. u prijestupnoj godini).
Do kraja godine ima još 196 dana.

## Događaji
- 618. – osnutak kineske dinastije T'ang.
- 1155. – Fridrik I. Barbarossa okrunjen za cara Svetog Rimskog Carstva.
- 1757. – u Bitki kod Kolina u Sedmogodišnjem ratu austrijska vojska pobijedila prusku vojsku. U spomen na to carica Marija Terezija ustanovila odlikovanje Red Marije Terezije.
- 1815. – Kraj Bitke kod Waterlooa, konačni poraz Napoleona i njegovih francuskih snaga.
- 1830. – Francuska započela invaziju na Alžir.
- 1916. – premijera kazališne izvedbe Gričke vještice prema djelu Marije Jurić Zagorke.
- 1940. – Charles de Gaulle objavio svoj Apel od 18. lipnja, poziv na otpor protiv nacionalsocijalističke Njemačke.
- 1953. – Egipat proglašen republikom.
- 2006. – Kazahstan lansirao svoj prvi satelit, KazSat.
- 2014. – abdicirao španjolski kralj Ivan Karlo.
- 2023. – Hrvatska nogometna reprezentacija osvojila je srebrno odličje u završnici trećega izdanja UEFA-ine Lige nacija. Zlato su boljim izvođenjem jedanaesteraca (5:4) osvojili Španjolci. Ovo je prvo odličje koju su "Vatreni" osvojili na nekom velikom UEFA-inom natjecanju.

| - 1269. – Eleonora, engleska princeza († 1298.) - 1332. – Ivan V. Paleolog, bizantski car († 1391.) - 1717. – Jan Václav Stamic, češki skladatelj († 1757.) - 1788. – Karl Sigismund Kunth, njemački botaničar, biolog i istraživač († 1850.) - 1812. – Ivan Gončarov, ruski pisac († 1891.) - 1855. – Peter Kolar, slovenski pisac i svećenik († 1908.) - 1901. – Anastasija Nikolajevna Romanova, ruska kneginja († 1918.) - 1903. – Božidar Kunc, hrvatski skladatelj i pijanist († 1964.) - 1922. – Nela Eržišnik, hrvatska glumica i komičarka († 2007.) - 1926. – Allan Rex Sandage, američki astronom - 1934. – Pavle Dešpalj, hrvatski dirigent, skladatelj i akademik († 2021.) - 1942. – Paul McCartney, engleski glazbenik, član grupe The Beatles - 1984. – Sonja Kovač, hrvatska glumica - 1986. – Ante Rukavina, hrvatski nogometaš - 1989. – Ksenija Mišina, ukrajinska glumica - 1994. — Rafael L. Silva, brazilsko-američki glumac - 1999. — Trippie Redd, američki reper i pjevač | - 741. – Leon III. Izaurijski, bizantski car (* 680.) - 1291. – Alfons III. Aragonski, aragonski kralj (* 1265.) - 1464. – Rogier van der Weyden, flamanski slikar (* 1399./1400.) - 1874. – Fran Kurelac, hrvatski književnik i filolog (* 1811.) - 1911. – Franjo Kuhač, hrvatski etnomuzikolog i glazbeni povjesničar (* 1834.) - 1916. – Max Immelmamn, njemački zračni as (* 1890.) - 1928. – Roald Amundsen, norveški istraživač (* 1872.) - 1936. – Maksim Gorki, ruski književnik (* 1868.) - 1949. – Ratko Kacian, hrvatski nogometaš (* 1917.) - 1959. – Ethel Barrymore, američka glumica (* 1879.) - 1974. – Georgij Žukov, sovjetski general (* 1894.) - 2000. – Nancy Marchand, američka glumica (* 1928.) - 2014. – Stephanie Kwolek, američka kemičarka (* 1923.) - 2018. — XXXTentacion, američki reper, pjevač i kantautor (* 1998.) - 2020. – Vera Lynn, britanska pjevačica (* 1917.) |